# مسدس رشاش PPSH-41
PPSh-41 هو مسدس رشاش سوفيتي، صممه مصمم الأسلحة السوفيتي جورجي شباجن. استخدمه الجيش الأحمر بشكل كبير خلال الحرب العالمية الثانية والحرب الكورية,حيث كان عدد الPPSh-41 الذي صنع أكثر من 6 ملايين خلال الحرب العالمية الثانية.كما استخدم في حرب فيتنام، والحرب الأهلية الصينية، والحرب الأهلية الكمبودية، وفي غزو خليج الخنازير وغيرها.

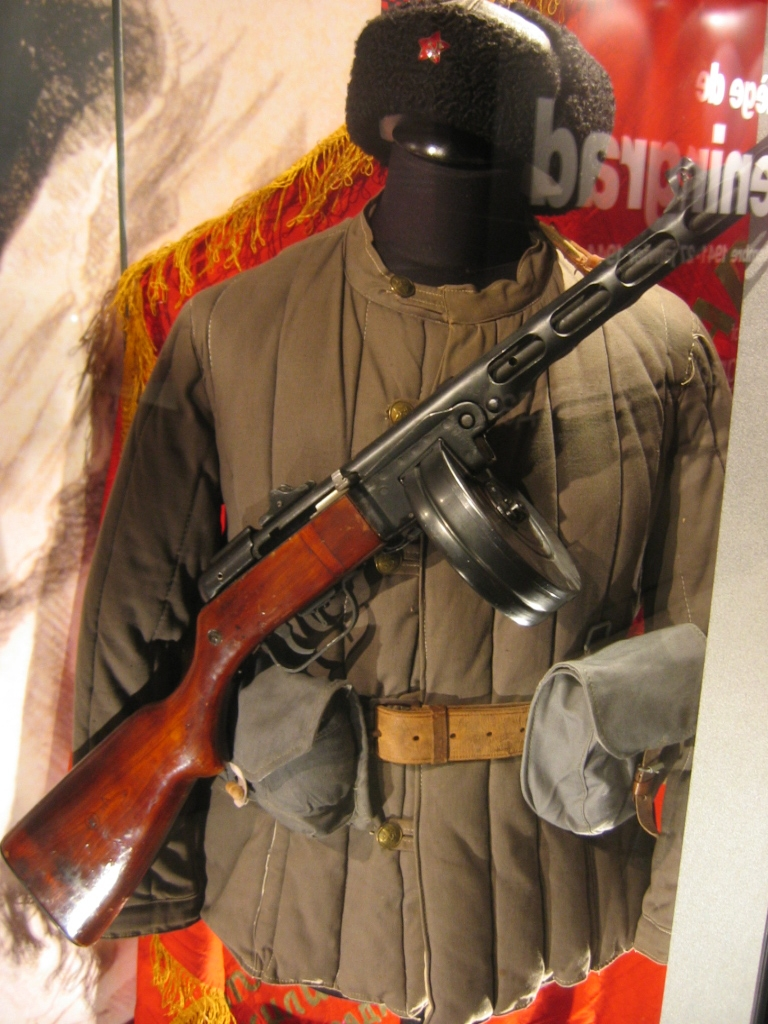
PPSh-41.

## الحرب العالمية الثانية
صمم في منتصف عام 1941 خلال الحرب ما بين الاتحاد السوفيتي وفنلندا. فيما بعد، أصبح يستخدم في الجيش الألماني، حيث استحوذ الألمان على أعداد كبيرة منه خلال حربهم مع السوفييت.

## الحرب الكورية
قام الاتحاد السوفيتي ببيع أعداد كبيرة من PPSh لحليفته كوريا الشمالية خلال حربها مع جارتها الجنوبية المدعومة من قبل الأمم المتحدة.واستخدم بشكل واسع خلال الحرب.

## الدول المستخدمة

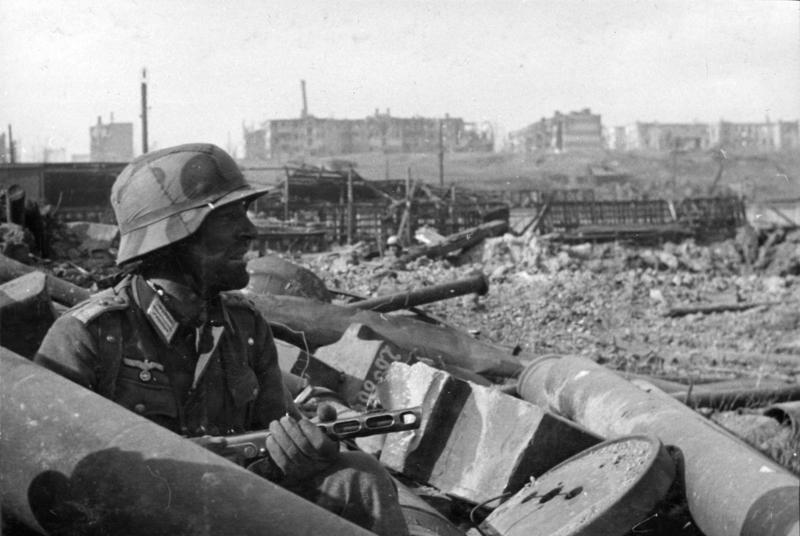
جندي ألماني يحمل PPSh-41 خلال معركة ستالينغراد.

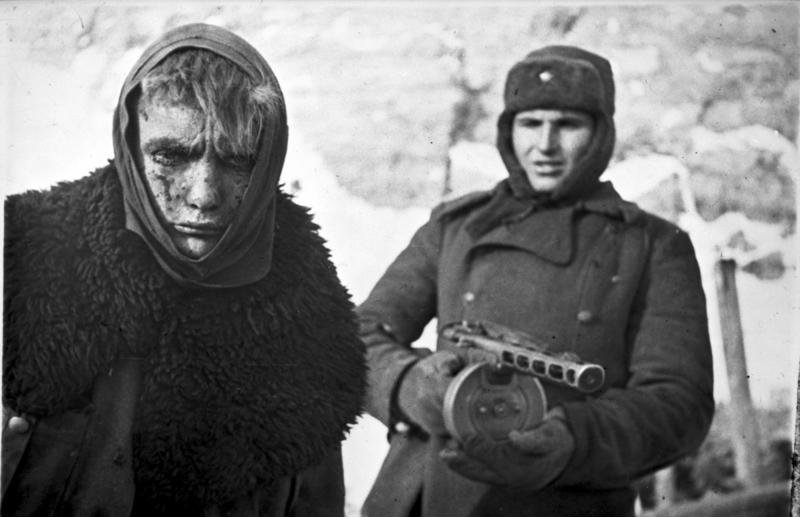
جندي سوفيتي يحمل PPSh خلال معركة ستالينغراد.

- ألبانيا
- أنغولا
- كوبا
- فنلندا
- غينيا
- هنغاريا
- إندونيسيا
- إيران
- لاوس
- ماليزيا
- منغوليا
- موزمبيق
- كوريا الشمالية
- الصين
- بولندا
- كوريا الجنوبية
- رومانيا
- الولايات المتحدة
- فيتنام
- زيمبابوي
- يوغسلافيا
- الاتحاد السوفيتي
- ألمانيا النازية
- ألمانيا الشرقية
- ألمانيا الغربية

## اقرأ أيضا
- الحرب العالمية الأولى
- الحرب الباردة
- روسيا
- الثورة البلشفية